# Pseudoceros bicolor
Pseudoceros bicolor is een platworm (Platyhelminthes). De worm is tweeslachtig. De soort leeft in het zoute water.
Het geslacht Pseudoceros, waarin de platworm wordt geplaatst, wordt tot de familie Pseudocerotidae gerekend. De wetenschappelijke naam van de soort werd voor het eerst geldig gepubliceerd in 1902 door Verrill.
De leefomgeving van de platworm zijn met name koraalgebieden, waaronder Curaçao, Florida Keys, Colombia, Panama en Belize.